# Green Lake (thị trấn), Wisconsin
Green Lake là một thị trấn thuộc quận Green Lake, tiểu bang Wisconsin, Hoa Kỳ. Năm 2010, dân số của thị trấn này là 1.148 người.